# Джей Сталин
Джован Смит (англ. Jovan Smith; род. 25 января 1987), более известный под сценическим псевдонимом J. Stalin — американский рэпер из жилищного проекта Сайпресс-Виллэдж, расположенного в Западном Окленде, Калифорния. В 2006 году J. Stalin подписал контракт со звукозаписывающей компанией Zoo Entertainment, владельцами которого являются участники продюсерского дуэта The Mekanix. Дуэт делает концепцию хайфи стиля, более близкую к mobb music звучанию.

## Биография
J. Stalin родился в бедной семье в Западном Окленде. В детстве он зарабатывал деньги, продавая шоколадные батончики в электропоездах BART. Примерно в 16 лет он начал записывать музыку и продавать свои альбомы. В юности рэпер стал торговать наркотиками в окрестностях проекта зданий, где он жил, после чего получил за это одиннадцать месяцев лишения свободы вместе с условно-досрочным освобождением.

## Музыкальная карьера
Несмотря на довольно молодой возраст для занятия музыкой и молодо звучащий голос, J. Stalin исполняет в довольно хардкорном стиле. Его сценический псевдоним отсылается на Иосифа Сталина и инициалы его имени и фамилии, потому что, как считает рэпер, «он был невысоким, как я, но он всегда мог разнести любого». В интервью 2007 года он рассказал о своём доме и образе жизни: «Это Западный Окленд, чувак. Здесь самое дно». После этого J. Stalin отметил, что уровень преступности в его районе был настолько высок, что городские власти переделали дома в жилищном проекте, убрав у них задние двери, чтобы проживающие там преступники не смогли сбежать во время полицейских рейдов.
Первые выпущенные в полном формате работы J. Stalin были выпущены, когда владелец местной студии звукозаписи DJ Daryl поместил его на трек, который он спродюсировал. Коллега DJ Daryl и другой рэпер из Окленда Richie Rich был настолько впечатлен, что поместил J. Stalin в гостевое участи на три своих трека из альбома Nixon Pryor Roundtree 2002 года, а также на ещё два в качестве члена группы The Replacement Killers, сформированной им. Позже J. Stalin начал записываться с такими исполнителями, как G-Stack, Beeda Weeda, Keak da Sneak, San Quinn, E-40, The Team, The Frontline, Mob Figaz, Yukmouth, Numskull, Shock G и многими другими. По состоянию на 2006 год J. Stalin выпустил около семи микстейпов, а на 2007 год было запланировано ещё четыре релиза. The Mekanix выпустили совместный альбом с J. Stalin «On Behalf of the Streets» 31 октября 2006 года на лейбле Zoo Entertainment.

## Дискография

### Альбомы, микстейпы, совместные альбомы, компиляции
- 2006: J Stalin & The Mekanix - On Behalf Of The Streets (совместно с The Mekanix)
- 2008: Gas Nation
- 2009: J Stalin & Guce - Giants & Elephants (совместно с Guce)
- 2010: Prenuptial Agreement
- 2012: Memoirs Of A Curb Server
- 2013: J Stalin & DJ.Fresh - Miracle & Nightmare On 10th Street (Deluxe Edition) (совместно с DJ Fresh)
- 2021: Wired In 3
- 2021: Early Morning Shift 4
- 2021: Diesel Therapy 3
- 2021: On Behalf Of The Streets 3
- 2022: J Stalin & DJ.Fresh - The Real World 6 (совместно с DJ Fresh)
- 2023: Diesel Therapy 4
- 2023: Wired In 5

## Фильмография
- Thizz Nation Block Report